# الیزابت والدهایم
الیزابت والدهایم (به انگلیسی: Elisabeth Waldheim) (زاده ۱۳ آوریل ۱۹۲۲ – درگذشته ۲۸ فوریه ۲۰۱۷) بانوی اول سابق اتریش بود. او همسر کورت والدهایم رئیس‌جمهور اتریش بین سال‌های ۱۹۸۶ تا ۱۹۹۲ (میلادی) بود.

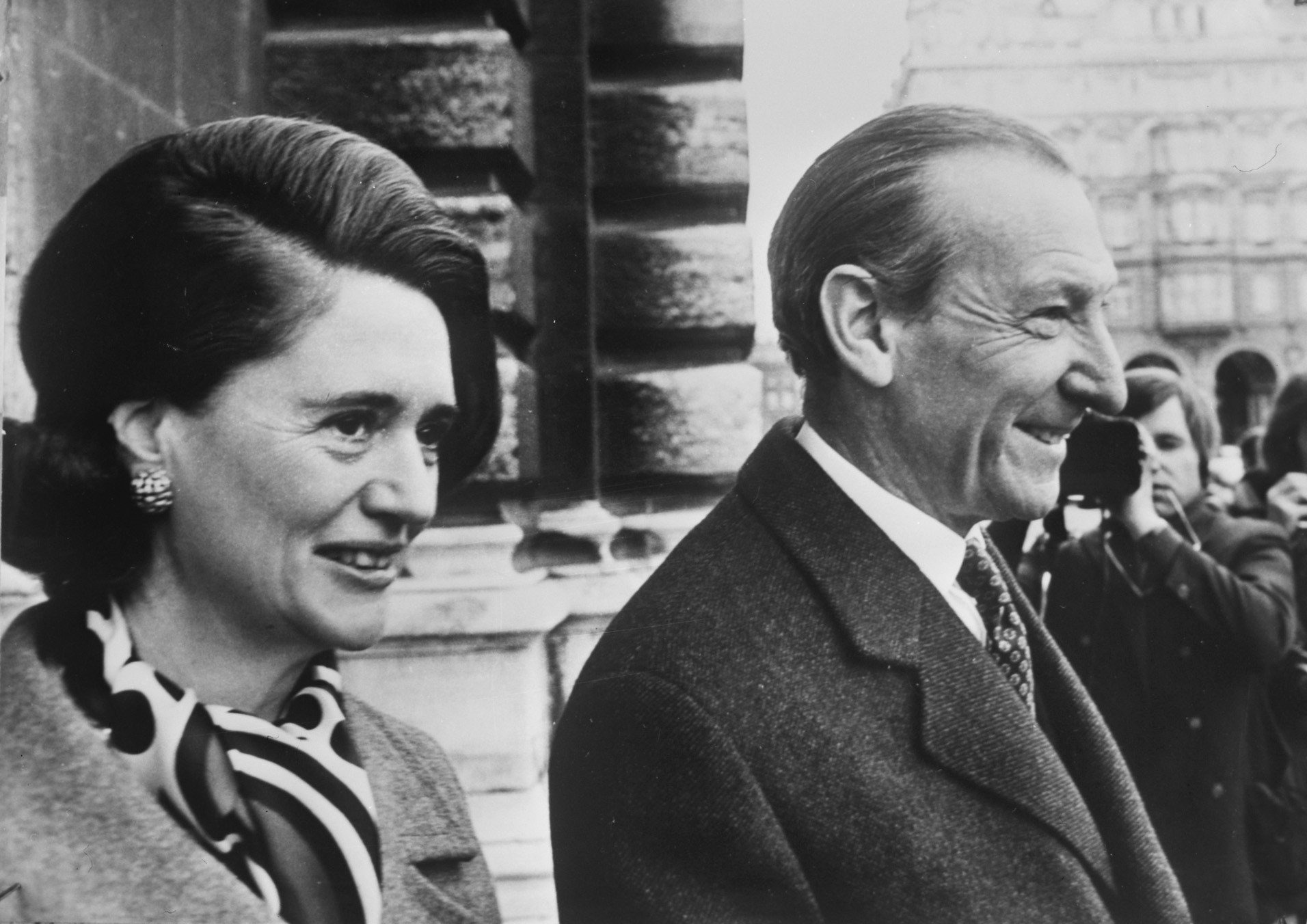
الیزابت و کورت والدهایم، در سال ۱۹۷۱

الیزابت والدهایم در ۲۸ فوریه ۲۰۱۷، در سن ۹۴ سالگی در وین درگذشت.